# Kaya (album)
Kaya – album zespołu Bob Marley & The Wailers wydany w 1978 roku. Album był nagrywany częściowo w Londynie. Tematyka tekstów z płyty związana jest głównie z miłością i marihuaną.

## Lista utworów

### Strona pierwsza
| 1. | „Easy Skanking”   | 2:53  |
|    |                   |       |
| 2. | „Kaya”            | 3:15  |
|    |                   |       |
| 3. | „Is This Love”    | 3:52  |
|    |                   |       |
| 4. | „Sun Is Shining”  | 4:58  |
|    |                   |       |
| 5. | „Satisfy My Soul” | 4:30  |
|    |                   |       |
|    |                   | 19:28 |
|    |                   |       |

### Strona druga
| 1. | „She’s Gone”     | 2:25  |
|    |                  |       |
| 2. | „Misty Morning”  | 3:32  |
|    |                  |       |
| 3. | „Crisis”         | 3:54  |
|    |                  |       |
| 4. | „Running Away”   | 4:15  |
|    |                  |       |
| 5. | „Time Will Tell” | 3:25  |
|    |                  |       |
|    |                  | 17:31 |
|    |                  |       |

### Muzycy
- Bob Marley – wokal, gitara rytmiczna, gitara akustyczna, perkusja
- Aston „Family Man” Barrett – gitara basowa, perkusja
- Carlton Barrett – perkusja
- Tyrone „Organ D” Downie – keyboard, perkusja
- Alvin „Seeco” Patterson – perkusja
- Junior Marvin – gitara prowadząca
- Rita Marley – dalszy wokal
- Marcia Griffiths – dalszy wokal
- Judy Mowatt – dalszy wokal
- Vincent Gordon – saksofon
- Glen Da Costa – puzon